# Вільна держава Пруссія
Ві́льна держа́ва Пру́ссія (нім. Freistaat Preußen) — у 1918—1947 роках федеральна вільна держава у складі Німеччини (Веймарської республіки та Третього Рейху). Створена після Першої світової війни замість Прусського королівства. Була найбільшою складовою країни, займаючи 5/8 її території та чисельності населення. Вільна держава — німецький неологізм для позначення «республіки», вигаданий з метою уникнення асоціацій із Французькою республікою, яку сприймали як ворога у свідомості більшості німців. Демократична Вільна держава Пруссія виявилася недієздатною, коли відбувся державний переворот 1932/33 і Отто Браун був позбавлений влади. Його уряд поскаржився до суду з приводу цього відсторонення, а після закінчення Другої світової війни Отто Браун звернувся до американських офіційних осіб щодо правового відновлення прусського уряду. Але американці й інші союзні окупаційні сили, що зайняли територію Німеччини, не були зацікавлені в цьому та 1947 року оголосили про ліквідацію Пруссії.

## Історія

### 1918: Після Першої світової війни
За винятком своїх заморських колоній, Ельзас-Лотарингії і баварської частини Саару, всі німецькі територіальні втрати в результаті Першої світової війни були прусським тереном. За рішеннями Версальського мирного договору, Пруссія втратила території на користь Бельгії (Ойпен і Мальмеді), Данії (Північний Шлезвіг), Литви (Клайпедський край) і Чехословаччини (Глючинський край). Саар перебував під управлінням Ліги Націй. Рейнська провінція стала демілітаризованою зоною.
Великі терени Пруссії перейшли до Польщі, включаючи більшість територій провінцій Позен і Західна Пруссія, а східна частина до Сілезії. Данциг було передано під управління Ліги Націй як Вільне місто Данциг. Ці втрати відокремили Східну Пруссію від решти частини країни, маючи сполучення тільки залізницею через Польський коридор або морем.

### 1918—1932
У 1919-1932 Пруссія керувалася коаліцією соціал-демократів, католицький центр, а також німецьких демократів, у 1921-1925 — коаліційним урядом за участю Німецької народної партії.

### 1932: прусський переворот
Зміни відбулися 20 липня 1932 через «Прусський переворот» (Preußenschlag), коли рейхсканцлер Франц фон Папен усунув демократично обраний уряд Вільної держави Пруссії на чолі з Отто Брауном, під приводом того, що він втратив контроль над громадським порядком. Малася на увазі перестрілка між демонстрантами СА й комуністами у Альтоні в Гамбурзі (Альтона була частиною Пруссії на той час). Після цього надзвичайного указу, Папен призначив себе рейх-комісаром Пруссії і взяв під контроль уряд. Це дозволило Адольфу Гітлеру підкорити Пруссію у наступному році.

### 1945—1947: Скасування Пруссії
Після закінчення правління націонал-соціалістів у 1945 Німеччину розділили на зони окупації, а також передали керування теренами на схід від Одер-Нейсе іншим державам. Як і у випадку після Першої світової, так і після Другої світової війни майже вся ця територія була прусським тереном (невелика частина землі на схід від кордону належав Саксонії). Більша частина землі відійшли до Польщі (північна третина Східної Пруссії, в тому числі Кенігсберг (нині Калінінград) була приєднана до СРСР). Втрати становили майже 2/5 прусської території і майже чверть території, в межах 1938. За оцінками, 10 млн німців було депортовано зі Східної Європи.
Територія Пруссії, що залишилась, склала трохи більше половини з решти німецької території і трохи більше половини території Пруссії до 1914. Законом № 46 від 25 лютого 1947, Контрольна рада союзників офіційно оголосила скасування Прусської держави.

## Адміністративний поділ
- Шлезвіг-Гольштейн (провінція)